# Шрек
Шрек (енгл. Shrek) је амерички рачунарски-анимирани хумористички филм из 2001. године, делимично заснован на истоименој сликовници из 1990. године Вилијама Стејга. Гласове позајмљују Мајк Мајерс, Еди Марфи, Камерон Дијаз и Џон Литгоу. Филм је премијерно приказан на Канском филмском фестивалу 2001. године, где се такмичио за награду Златна палма, што га је учинило првим анимираним филмом после Дизнијевог Петра Пана (1953) да буде номинован за ову награду. Филм је хваљен од стране критичара за свој хумор, који је прикладан и деци и одраслој публици. Издат је у америчким биоскопима 18. маја 2001. године и зарадио је преко 484 милиона долара широм света, наспрам буџета од 60 милиона долара.
Филм је добио првог икада оскара за најбољи анимирани филм, а такође је био номинован за најбољи адаптирани сценарио. Такође је био номинован за шест награда БАФТА, а освојио је ону за најбољи адаптирани сценарио. Успех филма је помогао DreamWorks Animation-у да постане главни конкурент Pixar-а у издавању дугометражних рачунарски анимација и издата су  три наставка—Шрек 2 (2004), Шрек 3 (2007) и Шрек срећан заувек (2010)—заједно са два празнична специјала, спин-оф филмом и сценским мјузиклом који је покренуо франшизу Шрек. Иако су планови за пети филм отказани пре издања четвртог филма, пројекат је оживљен 2016. године, али је у међувремену застао, продукција и потенцијални датум издања су померени уназад.

## Радња
Шрек је зелени баук који воли самоћу у својој мочвари. Његов живот се мења када се у његовој мочвари нађу створења из бајки по наређењу Лорд Фаркварда од Дулока. Шрек им каже да ће питати Лорд Фаркварда да их врати. Он креће до Дулока са причајућим Магарцем, јединим створењем из бајке који зна пут до њега.
У међувремену Фарквард је мучио Човека од ђумбира да му каже где су остала магична створења, све док га његови стражари нису прекинули и донели му Магично Огледало. Он пита Огледало, да ли је његово краљевство најлепше од свих, али му оно одговара да он чак и није краљ. Да би био краљ, он мора да ожени принцезу, и даје му три опције, од којих он бира принцезу Фиону, која је закључана у замку окружен лавом и који чува Змај. Огледало је покушало да помене малу ствар која се дешава ноћу, али није успело.
Шрек и Магарац долазе у Дулок, где завршавају на турниру. Победник добија част да спасе Фиону, тако да Фарквард може да је ожени. Шрек и Магарац лако побеђују остале витезове, и Фарквард пристаје да исели магична створења из мочваре, ако они спасу принцезу. Шрек и Магарац долазе до замка, и раздвајају се да би нашли Фиону. Магарац наилази на Змаја, за ког сазнаје да је женско. Он се допадне Змају, који га одводи у своје одаје. Шрек проналази Фиону, спашава Магарца од Змаја и они беже из замка. У почетку је Фиона била срећна што је спасена, али је разочарана пошто је сазнала да је Шрек баук.
Њих троје крећу на пут до Дулока, али Фиона тражи да кампују преко ноћи. Она спава у пећини, док Шрек прича Магарцу о бауцима, и о томе како ће кад се врате да подигне зид око његове мочваре. Када га Магарац пита зашто, он му одговара да му сви суде пре него што га упознају. Магарац му одговара да му он није судио кад су се упознали.
У току пута Шрек и Фиона схватају да они имају пуно заједничког и заљубљују се. Једне ноћи кад су били близу Дулока, они ноће у једној напуштеној ветрењачи. Када Магарац чује чудне звуке улази унутра, и сазнаје да је Фиона баук. Она објашњава да су је кад је била мала проклели, и да се свако вече претвори у баука, због чега су је закључали у замак, где је чекала да је права љубав пољуби да би клетва била скинута. Шрек је тада хтео да призна Фиони своја осећања, али је одустао када је чуо Фиону како прича да је она ноћу ружно чудовиште, али Шрек мисли да то она прича о њему. Фиона каже Магарцу да ништа не прича Шреку, већ ће то сама да му каже. Ујутру је Шрек довео Фаркварда по Фиону. Пар одлази у Дулок, док Шрек оставља Магарца и одлази у своју мочвару, где више нема магичних створења.
Упркос својој приватности Шрек је тужан и недостаје му Фиона. Љут на Шрека, Магарац долази до мочваре, где Шрек каже како је чуо њихов разговор. Магарац држи своје обећање и говори како је Фиона причала о неком другом. Он опрашта Шреку и каже му да ће се Фиона ускоро удати и да треба да јој каже своја осећања. Они иду до Дулока на Змају који је побегао из замка и пратио Магарца.
Шрек прекида венчање пре него што Фарквард пољуби Фиону. Он каже Фиони, да Фарквард није њена права љубав, и да жели да је ожени само да би постао краљ. Сунце залази и Фиона се претвара у баука испред свих у цркви, на изненађење Шрека који тад схвата о чему је она причала са Магарцем. Видевши Фиону, Фарквард наређује стражи да их убију. Ту улећу Магарац и Змај, који поједе Фаркварда. Шрек и Фиона се пољубе, и тако разбијају клетву, али је Фиона остала баук, мислећи да ће постати лепа, али јој Шрек говори да већ јесте лепа и њих двоје се венчавају.

## Гласовне улоге
| Глумац        | Улога                 |
| ------------- | --------------------- |
| Мајк Мајерс   | Шрек                  |
| Еди Марфи     | Магарац               |
| Камерон Дијаз | Принцеза Фиона        |
| Џон Литгоу    | Лорд Фарквард         |
| Винсент Касел | Робин Худ             |
| Конрад Вернон | Човек од ђумбира      |
| Коди Камерон  | Пинокио / Три прасета |
| Сајмон Смит   | Три слепа миша        |